# Zombaria com Jesus

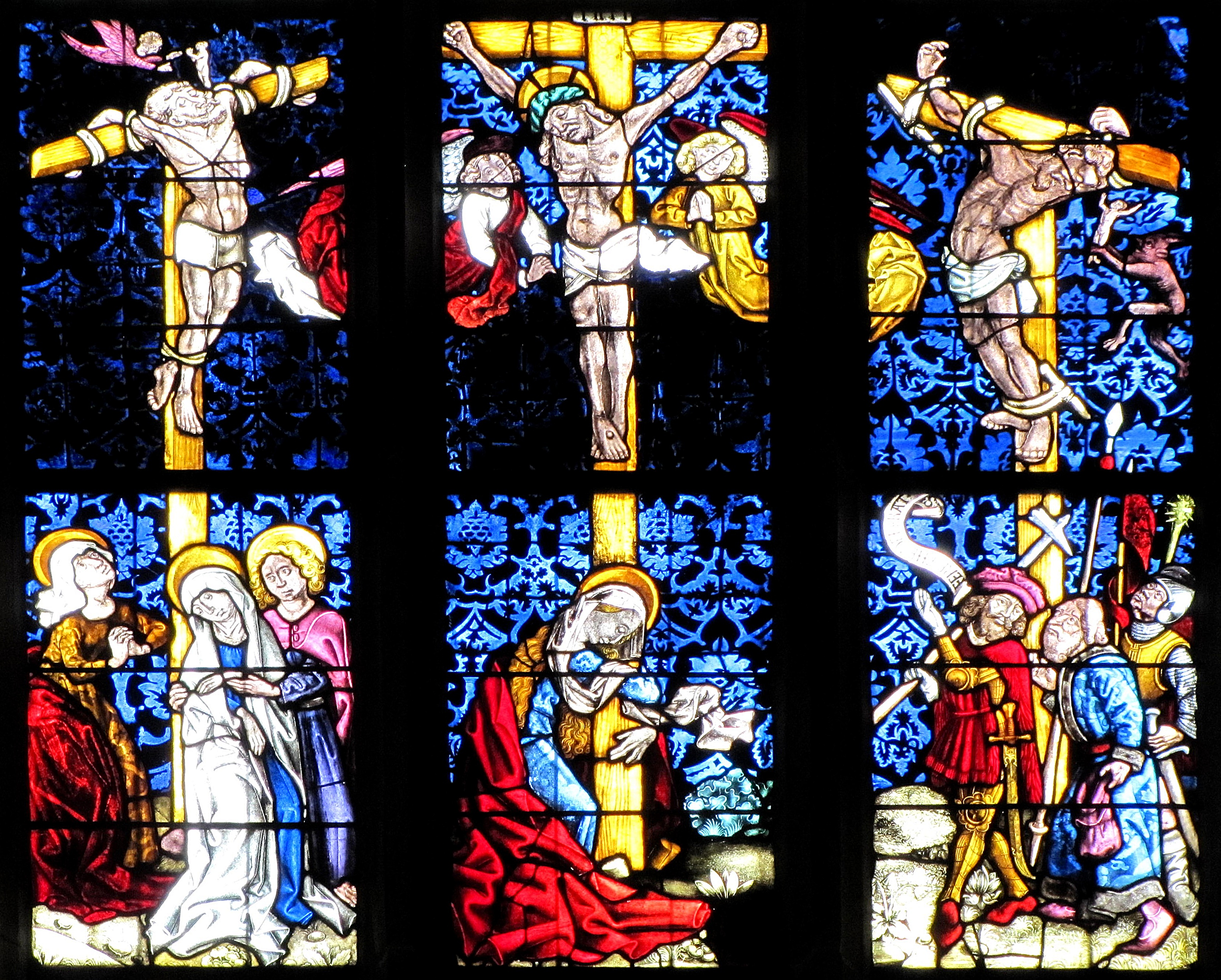
Jesus entre os ladrões. À sua esquerda, o ladrão impenitente, que zomba de Jesus e sua alma aparece sendo levada por um demônio. Do lado oposto, a alma do bom ladrão está sendo saudada por um anjo.
Vitral na Église Sainte-Walburge, em Walbourg, na França.

Zombaria com Jesus é o nome utilizado para vários episódios da vida de Jesus nos Evangelhos e um tema da arte cristã. Entre as ocasiões que Jesus foi zombado estão o momento seguinte ao seu julgamento no Sinédrio e antes de sua crucificação. Estes eventos são todos parte da Paixão. De acordo com as narrativas evangélicas, Jesus profetizou que seria zombado (Mateus 20:19, Marcos 10:34 e Lucas 18:32), o que ocorreu em três estágios: o primeiro imediatamente depois de seu julgamento, o segundo logo depois de sua condenação por Pôncio Pilatos e finalmente quando já estava na cruz.
As narrativas de Jesus sendo zombado estão repletas de ironias, com as ofensas direcionadas principalmente sobre o papel de rei ou de profeta de Jesus.

## Primeiro estágio
Depois da condenação pelo Sinédrio, alguns dos sumo sacerdotes cuspiram em Jesus (Marcos 14:65). Ele foi vendado, surrado e humilhado: «Adivinha [Profetiza]! Quem é o que te bateu?» (Lucas 22:64) Segundo Joel B. Green, Jesus foi zombado pelos "sumo sacerdotes, oficiais da polícia do templo e os anciãos" mencionados em Lucas 22:52. Segundo Mateus 26:67, os sacerdotes "lhe cuspiram no rosto e lhe deram punhadas, e outros o esbofetearam".
Green sugere que Jesus sofre a zombaria que tipicamente é dedicada aos profetas e que ela indica sua "solidariedade com os agentes de Deus que falam em nome de Deus e são rejeitados". Susan R. Garrett entende que a inclusão da zombaria em Marcos como uma ironia, pois Jesus é de fato um profeta e estava sendo zombado por isso no exato momento que sua profecia sobre as negações de Pedro estavam sendo realizadas. A missão dos profetas nem sempre aparece como sendo bem recebida na Bíblia e os profetas frequentemente acabam sendo atacados e perseguidos.

## Segundo estágio
Depois de sua condenação por Pôncio Pilatos, Jesus foi chicoteado e zombado pelos soldados romanos. Eles o vestiram «de púrpura» (Marcos 15:17) ou «carmesim» (Mateus 27:27), símbolos da realeza, pois a púrpura era a cor imperial; puseram-lhe uma coroa de espinhos, simbolizando uma coroa real, e um cajado nas mãos, simbolizando um cetro. Eles em seguida ajoelharam-se à sua frente e disseram: «Salve, Rei dos Judeus!» (Mateus 27:29) Toda esta encenação visava humilhar Jesus e sua realeza. Depois, cuspiram nele e bateram em sua cabeça repetidas vezes com uma vara.
Peter Leithart lembra que, no final desta cena, os soldados "invertem a coroação com uma anti-coroação. Eles cuspiram por desprezo ao invés de ajoelharem-se em reverência, tomaram-lhe o cetro das mãos e bateram em Sua cabeça coroada com ele, arrancaram o manto púrpura e o substituíram pelo manto anterior de Jesus". Leithart afirma ainda que, neste ponto, os romanos "removem o véu da ironia e revelam o que de fato pensavam" sobre Jesus e seu Deus.
Robert J. Miller sugere que o relato evangélico é profundamente irônico, pois Jesus está exercitando sua realeza através de sua submissão e sofrimento: "os soldados romanos, sem querer, avançaram os desígnios secretos de Deus ao vesti-lo como rei". Na realidade, a ironia opera em dois níveis. James L. Resseguie nota que há a ironia verbal na forma como os soldados "zombam de Jesus como um fracasso deprimente e um pretenso rei" (ou seja, os soldados estão eles próprios sendo irônicos) e também uma ironia dramática, pois os leitores "sabem que a aclamação soa real de uma forma que os soldados jamais poderiam entender".
Lucas é o único que relata Jesus na corte de Herodes e, em Lucas 23:11, lê-se que os soldados de Herodes Antipas também o ridicularizaram.

## Terceiro estágio
Jesus também foi zombado quando estava na cruz. De acordo com Marcos 15:31, quem humilhava Jesus eram "os principais sacerdotes com os escribas", que diziam, zombeteiramente, "Ele salvou aos outros, a si mesmo não se pode salvar!"
Lucas 23:36–37 menciona a zombaria pelos soldados romanos: "Os soldados também o escarneciam, chegando-se a ele, oferecendo-lhe vinagre e dizendo: Se tu és o rei dos judeus, salva-te a ti mesmo", implicando que ele não poderia ser o profeta e o rei dos judeus que ele disse que era, pois estava ali incapaz de ajudar a si próprio. Em Mateus 27:42, o povo, os sacerdotes e os anciãos zombam de Jesus e gritam para ele: "Ele salvou aos outros, a si mesmo não se pode salvar! Rei de Israel é ele! Desça agora da cruz e creremos nele!" De acordo com Lucas 23:39, o ladrão que foi crucificado à esquerda de Jesus passou a insultá-lo: "Não és tu o Cristo? Salva-te a ti mesmo e a nós também!".
Assim, apesar de o primeiro estágio envolver a zombaria pelos judeus e o segundo, pelos gentios, no último Jesus foi zombado por todos. Segundo Leithart, neste ponto "judeus e gentios, governadores e criminosos, escribas e pessoas comuns, toda humanidade se junta num único coro de blasfêmia".
Timothy C. Gray lembra que, no Evangelho de Marcos, a zombaria de Jesus na cruz "relembra duas das acusações feitas contra Jesus em seu julgamento": em primeiro lugar, que Jesus "ameaçou destruir o templo" (Marcos 14:58 e Marcos 15:29); em segundo, que Jesus "alegou ser o Messias" (Marcos 14:61–62 e Marcos 15:31–32).

## Importância teológica
Peter Leithart argumenta que a pessoa de Jesus, o próprio Deus, foi zombado. Ele sugere que "para Mateus, a cruz é, principalmente, a zombaria do homem com Deus" e nota que, apesar de Paulo dizer em Gálatas 6 que «Deus não se zomba» (Gálatas 6:7), ele o faz precisamente por que ele já teria sido zombado na figura de Jesus.
Muitos cristãos vêm o sofrimento de Jesus como sendo redentor. Francis Foulkes defende que a ênfase do Novo Testamento é no sofrimento e morte de Jesus sendo "para nós". Desta forma, muitos cristãos acreditam que a zombaria que Jesus suportou foi por causa deles.
Jesus sendo zombado na cruz é também uma manifestação da misericórdia de Deus através de Jesus, que está sendo ele próprio zombado, humilhado e surrado. Dois homens foram crucificados ao mesmo tempo que Jesus, um à sua direita e outro, à esquerda (Mateus 27:38, Marcos 15:27–28, 32, Lucas 23:33 e João 19:18), o que, segundo Marcos, seria uma realização de uma profecia de Isaías (Isaías 53:12). Segundo Mateus e Marcos, respectivamente, os dois "ladrões" zombaram de Jesus. Porém, Lucas menciona que:
| “ | «Um dos malfeitores que estavam pendurados, blasfemava contra ele, dizendo: Não és tu o Cristo? salva-te a ti mesmo e a nós também. Mas o outro, repreendendo-o, disse: Nem ao menos temes a Deus, estando debaixo da mesma condenação? Nós certamente com justiça, porque recebemos o castigo que merecem os nossos atos; mas este nenhum mal fez. E disse: Jesus, lembra-te de mim quando entrares no teu reino.Ele lhe respondeu: Em verdade te digo que hoje estarás comigo no Paraíso.» (Lucas 23:39–42) | ” |

Jesus prometeu ao "bom ladrão" que ele irá ter com Ele no paraíso bem na frente dos que estavam ali zombando dele, uma demonstração da misericórdia de Deus.